# VII. sjezd KSČ
VII. sjezd KSČ byl stranický sjezd Komunistické strany Československa konaný roku 1936.
Sjezd se odehrával ve dnech 11. – 14. dubna 1936. Řešil otázku obrany Československa proti fašismu a nacismu a přihlásil se ke koncepci Lidové fronty po vzoru Francie (spojenectví komunistů a nekomunistických politických proudů). Koncepci spolupráce s nekomunistickými politiky přitom v KSČ již v letech 1934–1936 prosazoval Jan Šverma a kritizoval ho za to Klement Gottwald, který v únoru 1936 převzal opětovně vedení strany, aby po pár měsících Švermovu koncepci přejal a na VII. sjezdu KSČ ji prosadil, dokonce v podobě daleko vstřícnější vůči nekomunistickému politickému táboru.
Šlo o poslední sjezd KSČ konaný před zánikem prvorepublikového Československa a přechodem KSČ do ilegality.